# ラーム・バラン・ヤーダブ
ラーム・バラン・ヤーダブ（1948年2月4日 -、英: Ram Baran Yadav、ネパール語: रामवरण यादव）は、ネパールの政治家、医師。マデシ出身。大統領（初代）、ネパール会議派代表幹事。元制憲議会議員。保健大臣を2期務めている。G.P.コイララの側近。日本では「ラム・バラン・ヤダブ」と表記する場合が多い。

## 経歴
ネパール東南部のダヌシャ郡サパヒ村生まれ。小作人の四男であった。インドのカルカッタのカルカッタ医科大学で医科外科学学士を取得、カルカッタ大学熱帯医学科で学ぶ。のちに医学博士号を取得。
1960年代、マヘンドラ国王の独裁時代から政治に参加。反パンチャーヤト制の運動を行う一方、タライ地方の病院で医師として働いた。1987年にサパヒ第9区の村落パンチャーヤト議長に立候補し、満場一致で当選。
1990年の民主化運動（ジャナ・アンドラン）に参加、3ヶ月投獄される。1991年の選挙ではネパール会議派から立候補して下院議員に初当選、保健大臣となり、1999年、再選し保健大臣に再任している。2008年4月10日、制憲議会選挙にダヌシャ郡第5選挙区から立候補して当選した。
G.P.コイララ元首相に忠実で、マデシ人権フォーラムなどが主張する「一つのマデシ」には反対している穏健なマデシ政治家である。

## 大統領選挙(2008年)
2008年4月10日、制憲議会選挙でネパール共産党毛沢東主義派が比較第一党となったものの過半数にははるかに及ばず、第2党ネパール会議派、第3党統一共産党がそれぞれ100議席以上確保していた。
はじめ、ネパール会議派は首相のギリジャー・プラサード・コイララを初代大統領の候補として推薦していたが、毛沢東派はじめ各党からの反対が強く、当選の見込みは立っていなかった。
一方、毛沢東派は他党に配慮して、自党の大統領候補を立てず、統一共産党と共通の候補を出す協議を始めた。しかし統一共産党が自党の候補として制憲議会選挙で落選したマーダブ・クマール・ネパール前総書記を大統領候補として譲らず、毛派はこれを拒否したため、協議は決裂した。
その後、毛派は、マデシ出身のラム・ラジャ・プラサド・シンを候補に立てマデシ系3党と交渉したが、マデシ人権フォーラムが独自の副大統領候補を支持することを条件にしたのに対し、毛派が拒否したため、また協議が決裂。
結局、統一共産党とマデシ人権フォーラムは毛派に裏切られたとして、ネパール会議派が急遽擁立したマデシ出身のヤーダブを支持することとなり、決選投票でヤーダブがネパール初代大統領に当選した。
2008年7月19日、大統領選挙第一回投票では、ネパール会議派、統一共産党、マデシ人権フォーラムなどの支持を受け283票を獲得し、一位であったが、過半数に15票足りず、規定により、再選挙することになった。なお、第二位はネパール共産党毛沢東主義派の支持を受けたプラサド・シンで270票であった。
7月21日行われた決選投票の結果、第一回投票で欠席した政党からの支持も受けたヤーダブが、議員総数（594）のうち308票を獲得してネパールの初代大統領に選出された。プラサド・シンは282票にとどまった（欠席4）。
7月23日、正式に就任。規定に従い、制憲議会議員を辞職した。なお、副大統領はマデシ人権フォーラム法務部長で元最高裁判事のパラマーナンダ・ジャーである。大統領、副大統領ともにマデシ出身である。

## テロの標的
2007年5月、ジャナクプルにあるヤーダブの自宅はマデシ運動の過激派、
Janatantrik Terai Mukti Morcha（民主テライ解放戦線、JTMM）に襲撃された。JTMMはヤーダブ宅に襲撃予告を出し、自らの旗を掲げ襲撃し、爆弾を投げた。

## 首相を批判
2009年5月3日、毛派のプラチャンダ首相が毛派民兵組織（ネパール人民解放軍）の扱いを巡り対立していたルークマングド・カタワル陸軍参謀総長を解任。これに対し連立与党、野党、国軍が一斉に反発。ヤーダブは解任を取り消し首相を非難した。毛派は孤立し、翌5月4日、プラチャンダは首相を辞任。連立政権は崩壊した。

## 逸話
- 1980年代には、ネパールで初めて選挙で選ばれた元首相、B.P.コイララの晩年の医師団の一人でもあった[12]。偶然、彼が大統領に当選した日はB.P.コイララの26回目の命日だった[13]。